# Natasha Henstridge
Natasha Tonya Henstridge (Springdale, 15 agosto 1974) è una modella e attrice canadese.

## Biografia
Nata a Springdale, Terranova e Labrador in Canada, figlia di Helen e Brian Henstridge, è cresciuta assieme al fratello minore Shane a Fort McMurray in Alberta. A soli tredici anni ha posato per un servizio fotografico e partecipato ad un concorso per la Casablanca Modeling Agency. A quindici anni è volata Parigi per intraprendere la carriera di modella, apparendo quindi sulla copertina dell'edizione francese di Cosmopolitan. Nel corso degli anni, grazie al suo fisico statuario, è stata omaggiata da molti magazine di moda ed è stata scelta per svariati spot pubblicitari.
Nel 1995 ha deciso di orientare la sua carriera verso la recitazione. Ha debuttato in Specie mortale, nel ruolo della sensuale e malevola Sil, essere mezzo umano e mezzo alieno. In seguito ha lavorato in pellicole d'azione come Maximum Risk con Jean-Claude Van Damme e Adrenalina con Christopher Lambert. Nel 1998 ha recitato in Species II, sequel di Specie mortale, per poi passare a pellicole dal sapore più leggero, come le commedie FBI: Protezione testimoni e il suo seguito FBI: Protezione testimoni 2 e il romantico Bounce. Nel 2001 è stata diretta da John Carpenter in Fantasmi da Marte.
Dal 2002 ha iniziato a lavorare anche per la televisione, divenendo protagonista della serie d'azione She Spies; ha poi recitato in Una donna alla Casa Bianca, dove interpreta Jayne Murray, capo dello staff di Templeton. Nel 2008 ha affiancato Jonny Lee Miller nella serie televisiva Eli Stone; sempre nel 2008 è tornata al cinema con il film Sex List - Omicidio a tre. Nel 2011 è apparsa nel finale della nona stagione della serie CSI: Miami con il ruolo di Renee Locklear, un agente segreto sotto copertura, che svolgerà anche nella prima puntata della decima stagione. Dal 2011 interpreta il ruolo di Dawn Chamberlain nella serie televisiva The Secret Circle.

## Vita privata
Il 26 agosto 1995 ha sposato l'attore Damian Chapa con due cerimonie, una a Las Vegas e una in Canada, ma il matrimonio è durato meno di un anno. Ha avuto due figli, Tristan River Waite (nato nel 1998) e Asher Sky Waite (nato nel 2001), dall'attore Liam Waite. Per molto tempo è stata compagna dell'attore e cantautore scozzese Darius Campbell-Danesh; i due avevano rotto il fidanzamento nel gennaio 2010, ma si sono poi sposati nel 2011 il giorno di San Valentino. Nel luglio 2013 la coppia ha presentato domanda di divorzio, formalizzato solo nel 2018.
Nel novembre del 2017 insieme ad altre attrici e modelle ha accusato il regista e produttore Brett Ratner di violenza carnale: l'episodio sarebbe avvenuto negli anni '90 in casa di Ratner, che avrebbe costretto la Henstridge ad effettuare del sesso orale con lui.

## Filmografia

### Cinema
- Specie mortale (Species), regia di Roger Donaldson (1995)
- Maximum Risk, regia di Ringo Lam (1996)
- Adrenalina (Adrenalin: Fear the Rush), regia di Albert Pyun (1996)
- Standoff, regia di Andrew Chapman (1998)
- Species II, regia di Peter Medak (1998)
- Bela Donna - Tradimento fatale (Bela Donna), regia di Fábio Barreto (1998)
- Dog Park, regia di Bruce McCulloch (1998)
- Un gran giorno per morire (A Better Way to Die), regia di Scott Wiper (2000)
- FBI: Protezione testimoni (The Whole Nine Yards), regia di Jonathan Lynn (2000)
- Bounce, regia di Don Roos (2000)
- Second Skin, regia di Darrell James Roodt (2000)
- Imprevisti di nozze (It Had to Be You), regia di Steven Feder (2000)
- Fantasmi da Marte (Ghosts of Mars), regia di John Carpenter (2001)
- Alaska - Sfida tra i ghiacci (Kevin of the North), regia di Bob Spiers (2001)
- Riders - Amici per la morte (Riders), regia di Gérard Pirès (2002)
- FBI: Protezione testimoni 2 (The Whole Ten Yards), regia di Howard Deutch (2004)
- Species III, regia di Brad Turner (2004)
- Sex List - Omicidio a tre (Deception), regia di Marcel Langenegger (2008)
- Anytown, regia di David Rodriguez (2009)
- La forma dell'inganno (Anatomy of Deception), regia di Brian Skiba (2014)
- The Bronx Bull, regia di Martin Guigui (2016)
- Assediati in casa (Home Invasion), regia di David Tennant (2016)
- The Unhealer - Il potere del male (The Unhealer), regia di Martin Guigui (2020)
- Vote for Santa, regia di Francesco Cinquemani (2022)

### Televisione
- Oltre i limiti (The Outer Limits) – serie TV, episodio 3x01 (1997)
- South Park – serie TV animata, episodio 1x11 (1998) (voce)
- Saturday Night Live – serie TV, episodio 23x17 (1998)
- Giasone e gli argonauti (Jason and the Argonauts) – miniserie TV (2000)
- She Spies – serie TV, 40 episodi (2002-2004)
- La vedova della collina (Widow on the Hill), regia di Peter Svatek – film TV (2005)
- Una donna alla Casa Bianca (Commander in Chief) – serie TV, 16 episodi (2005-2006)
- Shark - Giustizia a tutti i costi (Shark) – serie TV, episodio 1x20 (2007)
- Eli Stone – serie TV, 26 episodi (2008-2009)
- Impatto dal cielo (Impact) – miniserie TV (2009)
- La lacrima del diavolo (The Devil's Teardrop), regia di Norma Bailey – film TV (2010)
- Drop Dead Diva – serie TV, episodi 2x12-2x13 (2010)
- Il grande cuore di Lucky (You Lucky Dog), regia di John Bradshaw – film TV (2010)
- La verità non può aspettare (The Perfect Student), regia di Michael Feifer – film TV (2011)
- CSI: Miami – serie TV, episodi 9x22-10x01 (2011)
- The Secret Circle – serie TV, 21 episodi (2011-2012)
- Hawaii Five-0 – serie TV, episodio 5x02 (2014)
- Selfie – serie TV, episodi 1x01-1x05-1x06 (2014)
- Beauty and the Beast – serie TV, episodi 3x03-3x05 (2015)
- Sognando Manhattan (Summer in the City), regia di Vic Sarin – film TV (2016)
- Mai fidarti della tua ex (Inconceivable) - film TV, regia di Tom Shell (2016)

## Doppiatrici italiane
- Emanuela Rossi in Adrenalina, Maximum Risk, Riders
- Francesca Fiorentini in The Secret Circle, Specie mortale, Species II
- Cristina Boraschi in FBI Protezione testimoni, FBI Protezione testimoni 2
- Claudia Catani in Giasone e gli Argonauti, Bounce
- Paola Valentini in Una donna alla Casa Bianca
- Alessandra Grado in Impatto dal cielo
- Claudia Balboni in She spies
- Tiziana Avarista in Fantasmi da Marte
- Laura Romano in Eli Stone, Streghe
- Laura Lenghi in Alaska, sfida tra i ghiacci
- Roberta Pellini in Sex List - Omicidio a tre
- Eleonora De Angelis in Un gran giorno per morire
- Chiara Colizzi in La lacrima del diavolo
- Franca D'Amato in CSI: Miami